# 朱异 (南朝)
朱异（483年—549年2月16日），表字彥和，吴郡钱唐县（今浙江省杭州市）人，中国南朝梁时代大臣，他在梁武帝老年颇受信任。史家批评他贪腐奸诈，是梁朝衰落的原因之一。

## 生平
朱异的父亲朱巽之以义烈知名，官至南朝齐江夏王参军、吴平县令。朱异年轻时，涉猎文史，兼通杂艺博弈书算。503年，在他21岁的时候，被梁武帝的宰相沈约面试，给沈约很深的印象。当时年满24岁才能为官，他21岁被破格提拔为扬州议曹从事史。那年，梁武帝召朱异入直西省，兼太学博士。梁武帝自讲《孝经》，命朱异执读。转任尚书仪曹郎、中书通事舍人、鸿胪卿、太子右卫率、加员外常侍。524年，梁武帝北伐，北魏徐州刺史元法僧以彭城降梁，梁武帝怀疑，朱异认为元法僧不是诈降，建议梁武帝接受。梁武帝参与机密的大臣周捨去世，朱异为梁武帝参掌机密。办公不暂停笔，顷刻之间，诸事便了。535年，侍中徐勉去世，朱异虽无侍中之名，但有侍中之实。朱异虽有能力但非常贪婪，经常接受大量的礼物，将行贿的人推荐给梁武帝。
司马光在《资治通鉴》评价朱异：
自徐勉、周舍既卒，当权要者，外朝则何敬容，内省则朱异。敬容质悫无文，以纲维为己任；异文华敏洽，曲营世誉：二人行异而俱得幸于上。异善伺候人主意为阿谀，用事三十年，广纳货赂，欺罔视听，远近莫不忿疾。园宅、玩好、饮膳、声色穷一时之盛。每休下，车马填门。
547年，东魏（在华北接替北魏）将领侯景，在高欢死后不愿臣服高欢的儿子高澄，献出他统领的淮河与黄河之间的十三个州给梁朝。梁武帝对是否接受了侯景的投降犹豫不决，怕失去了与东魏长久和平的局面。朱异看出了梁武帝扩张领土之心，积极劝说梁武帝接受侯景。但侯景和梁武帝的侄子贞阳侯萧渊明率领支援的军队，都被东魏将领慕容紹宗击败。萧渊明被俘，侯景的领地也全属东魏。梁武帝以侯景为南豫州（今安徽中部）刺史。朱异建议和东魏讲和。侯景十分担心，他向朱异送礼，请朱异停止议和建议。朱异收礼但是没有代为请求。同时，梁武帝的侄子鄱阳王蕭範提醒朝廷侯景准备谋反，但是朱异不以为然。不久，侯景怀疑他被出卖了，他伪造了高澄给梁武帝以萧渊明换侯景的书信。朱异认为侯景没有异动，劝梁武帝接受高澄的条件。侯景得知大骂吴兒老翁薄心肠。于548年反梁，宣称清除奸臣朱异、徐麟、陸驗、周石珍。这时，朱异也没有意识到侯景的危险，将军羊侃建议一定阻止侯景过长江，朱异不以为然，梁武帝什么都没有做，侯景很容易就渡过长江，兵围梁都建康。
围城期间，侯景再次强调他是为讨伐朱异而起兵。梁武帝问皇太子萧纲，侯景所称的朱异的罪责是否属实，萧纲说确实属实，但不同意梁武帝问罪于朱异，因为这样只会助长侯景的威势。朱异因此被赦免，他又参与城防，写信给侯景请他停止攻城，但无任何效果。侯景的将领范桃棒表示要杀死侯景降梁，朱异非常支持，萧纲认为是诈降，没有支持范桃棒。不久，侯景得知，杀死了范桃棒。
建康居民认为侯景之乱就是朱异的贪腐导致的。朱异又愧又惧，重病缠身，于549年去世。梁武帝赠侍中、尚书右仆射。不久后，建康陷落，南朝梁的朝政被侯景控制。

## 家庭

### 八世祖
- 朱均，东汉鸿胪卿，逃避董卓之乱迁居江东，定居于吴郡钱唐县[1]

### 父母
- 朱巽之，南齐始安王记室，《南齐书》有传[1]
- 吴郡顾氏，顾欢之女[1]

### 妻妾
- 济阳江氏，南梁奉朝请江法成姐妹，戎昭将军、通直散骑侍郎、南津校尉、义子江子一姑姑[2][3]
- 袁氏，朱干生母[1]

### 子女
- 朱肃，长子，南梁国子博士
- 朱闰，次子，南梁司徒掾
- 朱干，第七子，袁氏所生，北周齐王宇文宪府属，追赠司成大夫、杨州刺史[1]
- 朱斐，第八子[1]
- 朱氏，嫁隋朝仪同三司、太子内舍人、历城侯明克让[4]

## 评价
- 《资治通鉴》评价朱异：“异善伺候人主意为阿谀，用事三十年，广纳货赂，欺罔视听，远近莫不忿疾。园宅、玩好、饮膳、声色穷一时之盛。每休下，车马填门。”
- 《梁书·朱异传》评价朱异：“异居權要三十餘年，善窺人主意曲，能阿諛以承上旨，故特被寵任。曆官自員外常侍至侍中，四官皆珥貂，自右衛率至領軍，四職並驅鹵簿，近代未之有也。异及諸子自潮溝列宅至青溪，其中有臺池翫好，每暇日與賓客遊焉。四方所饋，財貨充積。性吝嗇，未嘗有散施。”
- 日本《平家物语》将赵高、王莽、朱异、安禄山称为中国历史上误国的四大奸臣。